# 国連緊急即応待機旅団
国連緊急即応待機旅団（こくれんきんきゅうそくおうたいきりょだん 英: Multi-National Stand-By High Readiness Brigade for United Nations Operations）は、国際平和活動（PSO）のひとつ。国連の要請に応じて、即応展開を可能とする旅団規模の平和維持部隊を派遣できるよう組織された、国連平和維持活動貢献の為の国際的な枠組みである。1994年、 デンマークの主導で設立構想が立ち上げられ、1996年に同国を含めた欧米7カ国により設立。2000年に活動を開始した。略称はSHIRBRIG（シューブリグ）。多国間待機軍即応旅団ともいう。
SHIRBRIGは、主にデンマークなどの北欧諸国を中心に組織され、南米や北米（米国を除く）も含めた16カ国が参加している。さらに、その他に8カ国がオブザーバーとして参加している。参加国は年々増加しており、 日本は2009年7月に登録した。
2000年の稼働開始以後、これまで エリトリア（UNMEE、2000年）、 コートジボワール（ECOWAS支援, 2003年）、 リベリア（UNMIL、同）、 スーダン（UNAMIS、2004年；UNMIS、2005年；AMIS、2006年）に派遣され、国連平和維持活動を支援している。

## 設立経緯
国連緊急即応待機旅団（SHIRBRIG）は、正規の国連部隊ではない。その設立根拠となる国連安保理決議などは存在せず、したがってそれ自体が国連安保理にその設立を承認された部隊ではない。
SHIRBRIGは、有志国により国連の平和維持活動に特化した活動を行う部隊として組織された多国籍有志軍であり、その活動の承認は個々のミッションにおける国連安保理との特別協定の締約という形をとる。
SHIRBRIGの設立の発端は、1995年1月3日の国連事務総長報告書『Supplement to an Agenda for Peace』（平和への課題：補足）における勧告、およびその強化版ともいうべき2000年の『Report of the Panel on United Nations Peace Operations』（通称『ブラヒミ報告』）における勧告を受け、デンマークが同国の趣旨に賛同する国々を集めて作業部会を設置したことに遡る。
- 1995年、デンマークにより即応展開旅団設置が提案され、これに賛同する国々が集められて作業部会が設置される。

- 1996年12月、欧米から オーストリア、 カナダ、 デンマーク、 オランダ、 ノルウェー、 ポーランド、 スウェーデンら7カ国がSHIRBRIG設立の枠組に関する設立趣意書（Letter of Intent）に署名し、運営委員会と常設の計画策定部門が設置される。

- 2000年1月末、SHIRBRIGが国連に対し稼働開始を宣言。以降、主にアフリカを中心に4カ国で活動を展開することになる。

## 使命
国連緊急即応待機旅団（SHIRBRIG）の使命は、国連に対し、国連待機制度（United Nations Standby Arrangements System）に基づいて非常設の多国籍即応展開能力を提供することにある。その目的は、国連安保理が行う平和維持活動要請に対し、よく訓練され準備の整った即応展開部隊を旅団規模のPKO部隊として常時提供可能な状態に保つことにある。これを実現するため、SHIRBRIGは以下の活動原則を設けている。
- 参加各国に個々の参加の可否を決める決定権があること
- 国連安保理の授権による活動に対してのみ派遣すること
- 国連憲章第7章に該当する強制行動は一切活動の対象としないこと
- 多国間から成る旅団規模のPKO部隊を常時プールすること
- PKOに即した訓練を各国合同にて実施していること
- ミッション参加部隊は60日間自己完結で任務を継続できること
- ミッション参加の意思決定後、15〜30日以内に現地展開すること
- ミッションの対応期間を6カ月間に限定すること

## 実績
国連緊急即応待機旅団（SHIRBRIG）は、国連安保理が設置した平和維持活動（PKO）のうち、以下の5つの活動に参加している。
| No. | 年度   | 対象国           | ミッション名                              | 略称   |
| --- | ------ | ---------------- | ----------------------------------------- | ------ |
| 1.  | 2000年 | エリトリア       | 国連エチオピア・エリトリア・ミッション    | UNMEE  |
| 2.  | 2003年 | リベリア         | 国連リベリア・ミッション                  | UNMIL  |
| 3.  | 2004年 | コートジボワール | 国連コートジボワール活動                  | UNOCI  |
| 4.  | 2004年 | スーダン         | 国連スーダン先遣ミッション（UNMISが後継） | UNAMIS |
| 5.  | 2005年 | スーダン         | 国連スーダンミッション                    | UNMIS  |

## 組織構成
国連緊急即応待機旅団（SHIRBRIG）は3つの要素（Element）から構成されている。
SHIRBRIGの組織構成は次のとおり。
1. 運営委員会（Steering Committee, SC） - SHIRBRIGの最高意思決定機関
2. 計画策定部（Planning Element、PLANELM） - 平和維持活動計画の策定を支援
3. 旅団部隊プール（Brigade Pool of Forces） - ミッションの実行部隊を構成

### 運営委員会
運営委員会（The Steering Committee）は、SHIRBRIGの最高意思決定機関であり、SHIRBRIGの活動方針の策定や意思決定を行う政治軍事機構である。原則として意思決定は合議により行われ、会合は平均で年3回ほど行われる。正規メンバーは原参加国の13カ国。

### 計画策定部
計画策定部（PLANELM）は、SHIRBRIGが派遣されるミッションにおける旅団の本部を務める事務機構。その要員はミッションごとに編成されるので非常設の機構である。PLANELMは、派遣前の業務処理基準（Standard Operating Procedures）の策定や、派遣対象国の事前調査、訓練及び実習の提供などを担当する。正規メンバーはSHIRBRIG参加国のうち10カ国から選出され、参謀総長が指揮を執る。本部はデンマークのHoevelteで、8つの支部を持つ。

### 旅団部隊プール
SHIRBRIGの旅団プール（Brigade Pool）は、旅団の定員を越える数の要員を派遣している各国の類似の部隊によって構成される。このプールにより、仮に参加国の一部が派遣を拒否した場合でも、プールの中から要員を補充することが可能となる。旅団プールに蓄積される要員は、SHIRBRIG専用の要員として各国から派遣されるものではあるが、通常の旅団要員とは異なり、プール要員は各国軍司令部の隷下となる。常時4,000〜5,000人の要員がプールされている。

## 指揮系統
国連緊急即応待機旅団（SHIRBRIG）は、SC（運営委員会）を統括する議長府（Presidency）を預かる議長（President）、旅団部隊を統括するSHIRBRIG司令官（Commander SHIRBRIG）、事務部門であるPLANELM（計画策定部）を指揮する参謀長（Chief of Staff）によって構成される。司令官と参謀長は、2年の任期で各国で交代して行い、それぞれ司令官には准将級、参謀長には大佐級の将官が就いている。現在の各部門の指揮官は次のとおり。

| 部門長                   | 出身国       | 氏名                               | 英語名                   | 任期            |
| ------------------------ | ------------ | ---------------------------------- | ------------------------ | --------------- |
| 議長（President）        | イタリア     | ジョヴァンニ・ヴィタローニ海軍中将 | V.Adm. Giovanni VITALONI | -               |
| 司令官（Commander）      | ポーランド   | コチャノウスキー准将               | Brig- Gen.l Kochanowski  | 2006年6月23日 - |
| 参謀長（Chief of Staff） | オーストリア | クリストフ・タシュル               | Col. Christof Tatschl    | 2006年5月11日 - |

### 歴代司令官
| No. | 国名         | 司令官名                 | 英語名                      | 任期        |
| --- | ------------ | ------------------------ | --------------------------- | ----------- |
| 1.  | デンマーク   | F.セマーク＝トムセン准将 | Brig.Gen F. Saemark-Thomsen | 1997 - 1999 |
| 2.  | オランダ     | P.C.カメールト准将       | Brig.Gen. P.C. Cammaert     | 1999 - 2001 |
| 3.  | スウェーデン | S.エドホルム准将         | Brig.Gen. S. Edholm         | 2001 - 2003 |
| 4.  | カナダ       | G.ミッチェル准将         | Brig.Gen. G. Mitchell       | 2003 - 2006 |

### 歴代参謀長
| No. | 国名         | 司令官名               | 英語名                | 任期        |
| --- | ------------ | ---------------------- | --------------------- | ----------- |
| 1.  | スウェーデン | J.E.ヤコブソン大佐     | Col. J.E. Jacobsson   | 1997 - 1999 |
| 2.  | カナダ       | R.R.ロムゼス大佐       | Col. R.R. Romses      | 1999 - 2001 |
| 3.  | デンマーク   | P.A.フレデリクセン大佐 | Col. P.A. Frederiksen | 2001 - 2003 |
| 4.  | ノルウェー   | A.S.ルンド大佐         | Col. A.S. Lundl       | 2003 - 2005 |
| 5.  | オランダ     | W.ファン＝ダレメン大佐 | Col. W. van Dullemenl | 2005 - 2006 |

## 参加国
2007年6月現在、国連緊急即応待機旅団（SHIRBRIG）には、世界各国から、欧米を中心に計16カ国が参加している。2007年6月以降は、同年ニューヨークで行われた第30会運営委員会会議から更に8カ国がオブーザバーとして参加している。SHIRBRIG参加国はSHIRBRIGに対してMOU（Memorandum of Understanding:覚書）を締結することにより、SHIRBRIGへの参加を公式なものとしている。SHIRBRIG参加国構成は次のとおり。
原参加国（16）
1. アルゼンチン
2. オーストリア
3. カナダ
4. デンマーク
5. フィンランド
6. イタリア
7. アイルランド
8. リトアニア

9.   オランダ

10.  ノルウェー

11.  ポーランド

12.  ポルトガル

13.  ルーマニア

14.  スロベニア

15.  スペイン

16.  スウェーデン

オブザーバー国（8）
1. チリ
2. クロアチア
3. チェコ
4. エジプト
5. ハンガリー
6. ヨルダン
7. ラトビア
8. セネガル